# Anne Barnhoorn
Anne Barnhoorn (4 juli 1982) is een Nederlandse scenarioschrijfster en regisseuse.
Barnhoorn studeerde in 2008 af aan de Filmacademie, richting Scenario. In 2011 schreef Barnhoorn het scenario voor de speelfilm De ontmaagding van Eva van End waarmee ze de Zilveren Krulstaart voor Beste Scenario en de Prix Jeunesse voor het meest innovatieve Europese scenario won. Voor het scenario van de film Aanmodderfakker ontving ze in 2014 een Gouden Kalf. De film won tevens Kalveren in de categorieën Beste Acteur (Gijs Naber) en Beste Film.
In het najaar van 2016 schreef Barnhoorn de aflevering Mister Coconut voor de VPRO-jeugdserie Eng. Daarnaast schreef ze het scenario voor de televisieserie Papadag, samen met Tamara Bos en Lotte Tabbers.
Vanaf mei 2018 is ze tevens gestart als columniste van Het Parool.